# 브루클린 해군 공창
브루클린 해군 공창(Brooklyn Navy Yard)은 뉴욕 브루클린에 있는 미국 해군의 조선소이다. 뉴욕 해군 조선소(New York Naval Shipyard), 뉴욕 해군 공창(New York Navy Yard), 미국 해군 공창 뉴욕(United States Navy Yard, New York)으로도 알려져 있다. 조병창은 배터리 파크의 1.7 마일 북동부 이스트 강에 브루클린 쪽에 위치한다.

## 개요
브루클린 조병창은 1801년에 연방 정부에 의해 설립되었다. 남북 전쟁에 의해 조병창은 약 6,000명을 채용하고 확장되었다. 제2차 세계 대전 직전에 조병창은 8km의 포장도로가 깔렸으며, 99m에서 213m에 이르는 4개의 드라이 도크, 2개의 강철 선박용 운하, 인상 작업을 위한 6개의 폰툰과 원통형 플로트, 선박용 병사, 발전소, 거대한 통신소, 철도 박차 주조 공장, 기계 공장, 창고를 가지고 있었다. 1938년 조병창은 10,000명을 고용하고 있었고, 그 3 분의 1은 공공사업진흥국에 의해 고용되었다. 제2차 세계 대전 절정기에는 70,000명이 근무하고 있었다.
조병창은 1815년에 진수한 로버트 풀턴의 프리깃, 풀튼 함(USS Fulton)을 건조하기 위해 개설되었다. 미국 최초의 기갑함인 모니터 함(USS Monitor)의 금속 장갑이 외장된 곳이 본 조병창이었다. 1890년에는 USS 메인 (ACR-1)이 본 조병창에서 진수되었다. 1937년에는 전함 USS 노스캐롤라이나 (BB-55)를 기공했다. USS 아이오와 (BB-61)는 1942년에 완공되었다. 항공모함 USS 앤티텀 (CVA-36)은 1952년 12월에 첫 안구루도 갑판을 가진 항공모함으로 본 조병창에서 리노베이션을 완료하고, 1953년 1월 12일 테스트를 시작했다.

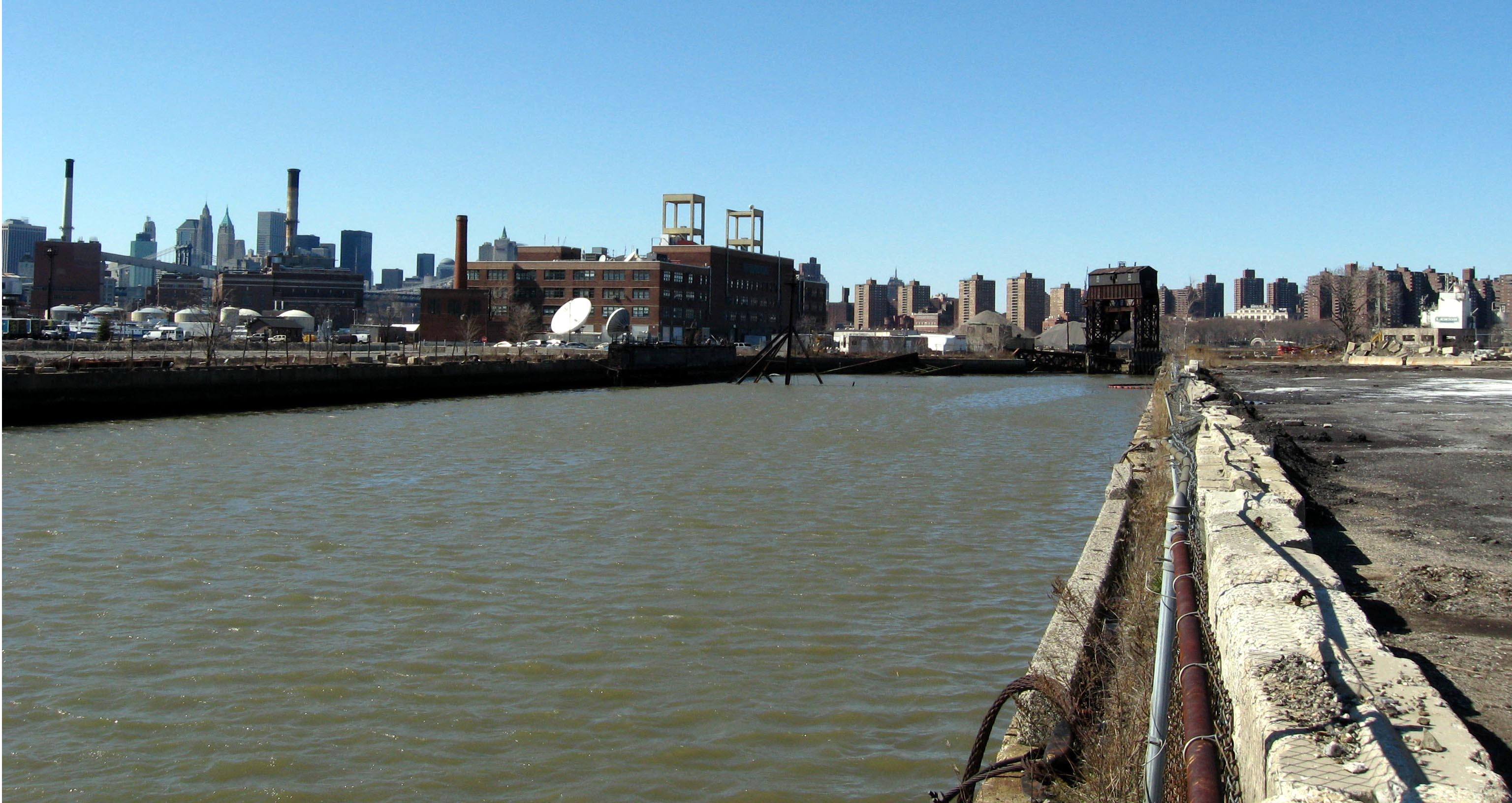
공창 최북단의 월어바웃 수로

브루클린 해군 조선소 노동자에게는 불행하게도 20세기의 대부분 세월동안 석면이 선박 건조와 수리에 널리 사용되고 있었다. 연방 정부는 건강 문제 소송에 잘 대처했지만, 이곳 공창을 퇴직한 수천 명 이상의 노동자들이 미국 해군에 석면 제품을 공급하는 기업에 대해 많은 소송을 제기했다.
해군은 1966년에 조병창을 해역하고 뉴욕 시에 매각했다. 현재는 민간 기업과 상업 활동 영역이 되고 있다. 200명 이상 거주자 3,500명이나 되는 직원이 근무하고, 브루클린 해군 조선소 개발 공사가 관리, 운영을 하고 있다. 2013년 11월 10일에는 레이디 가가의 새 앨범 발매 기념 행사장으로 이용되었다.
조병창은 뉴욕 시가 소유한 3개의 부두가 있고, 시트 레인 쉽빌딩 앤 코스탈 드라이 도크 앤 리페어 회사에 의해 관리, 운영되고 있다. 350 피트에서 890 피트까지 길이의 10 선석 및 7m에서 12m 깊이의 10 피트 갑판을 가지고 있다.

## 갤러리

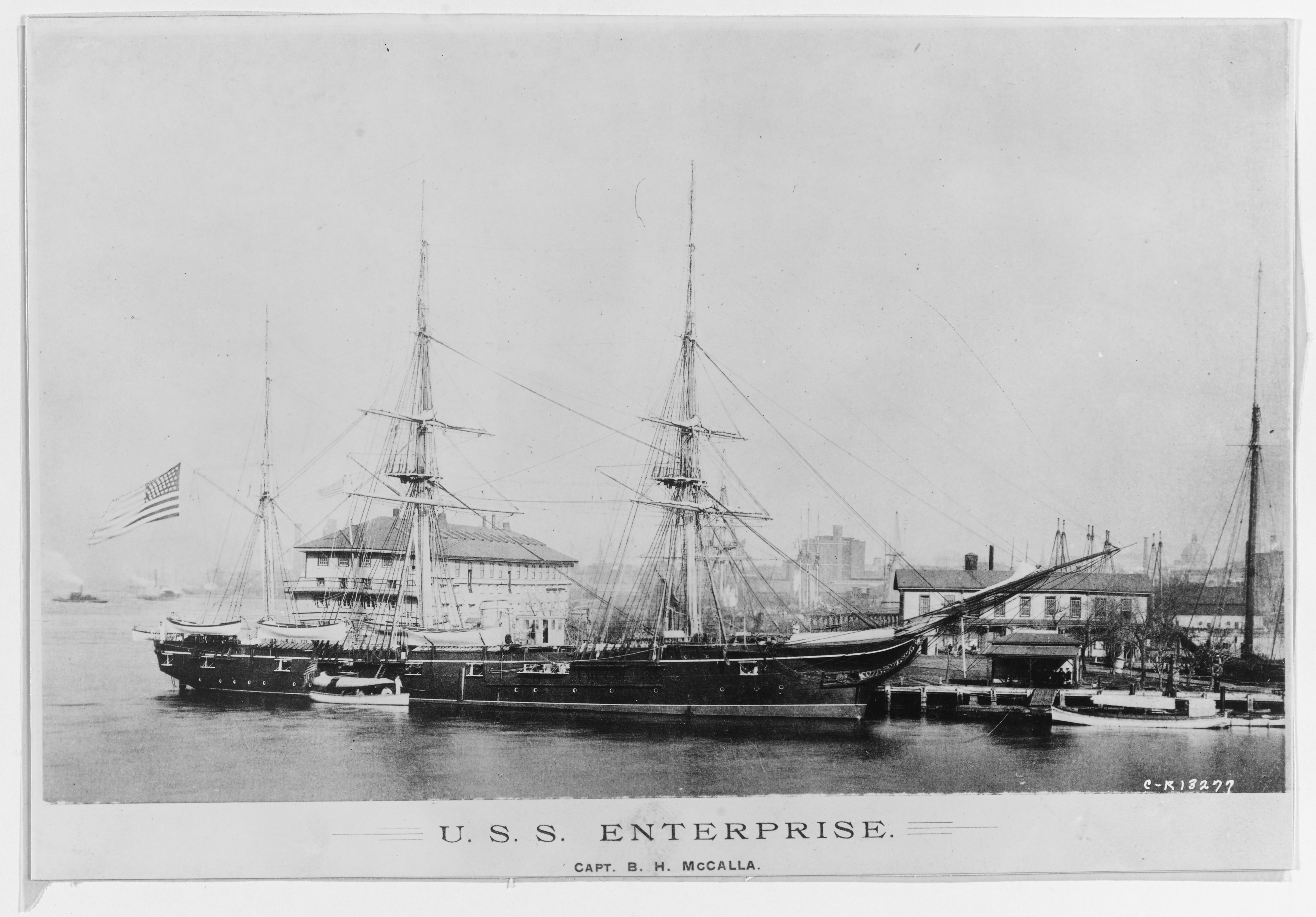
스크류 슬루프 전함 USS 엔터프라이즈호가 조선소 독에 들어가 있다. 1890년경
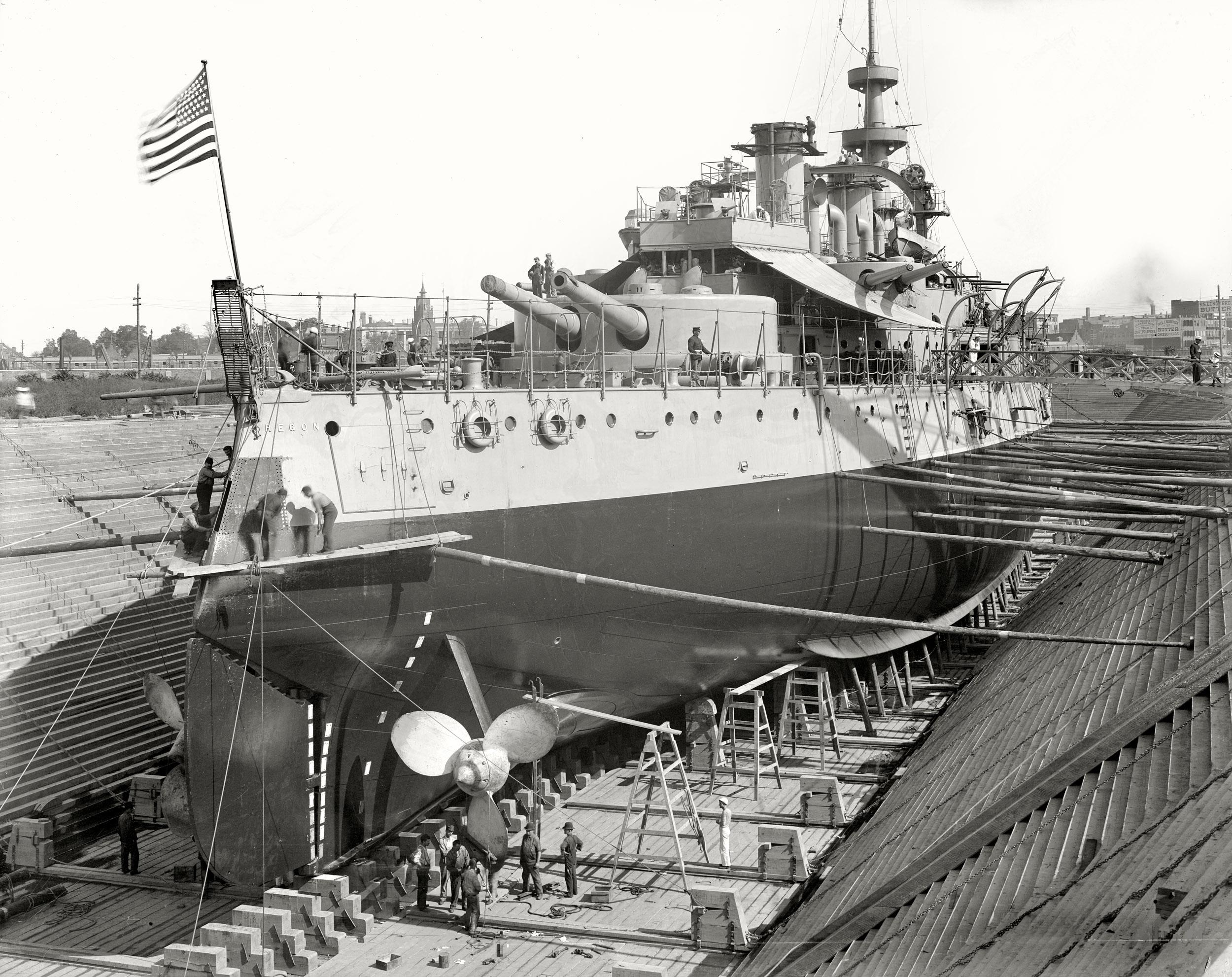
1898년 공창에 들어와 있는 USS 오리건 (BB-3)
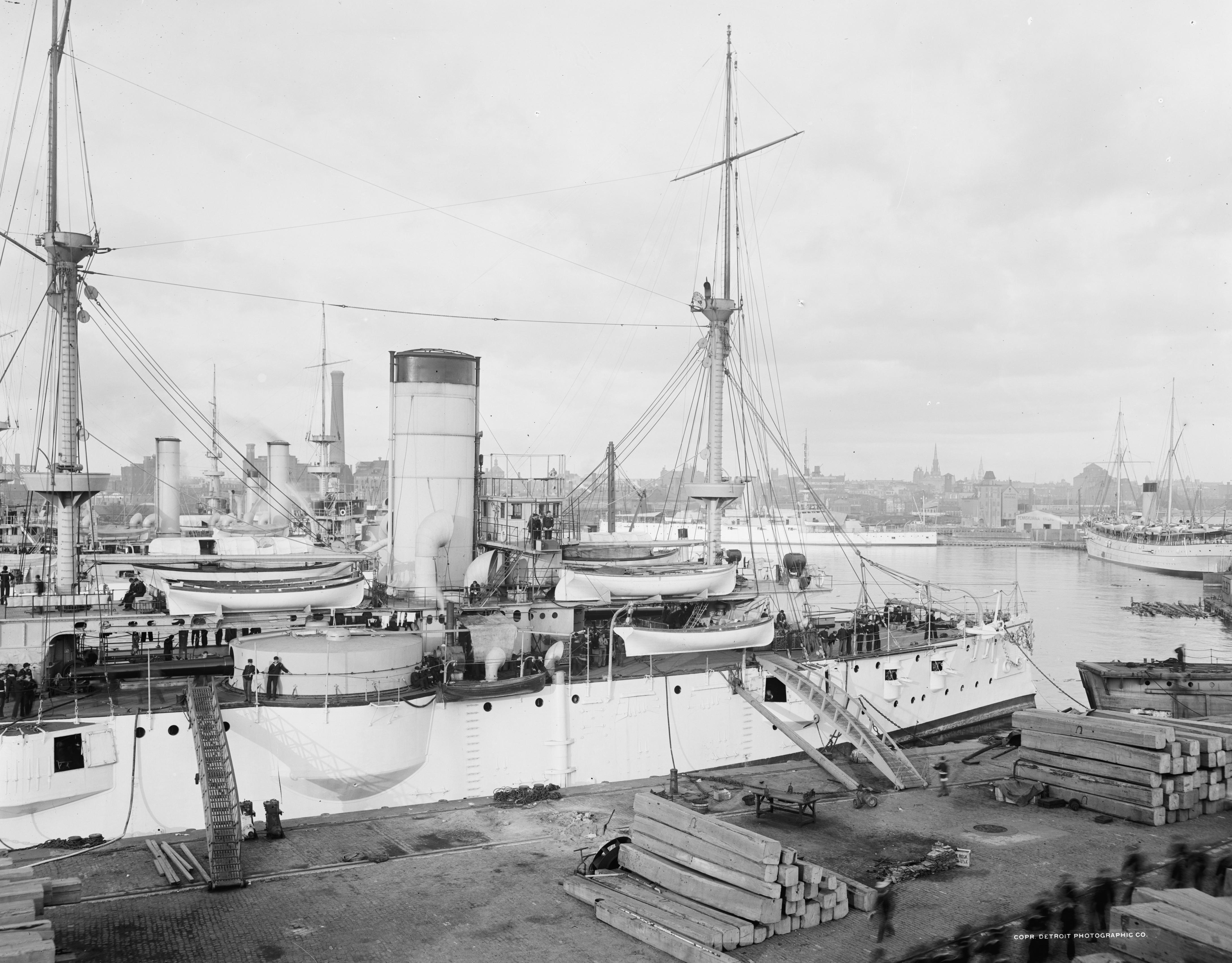
1903년경 공창에 들어와 있는 USS 텍사스
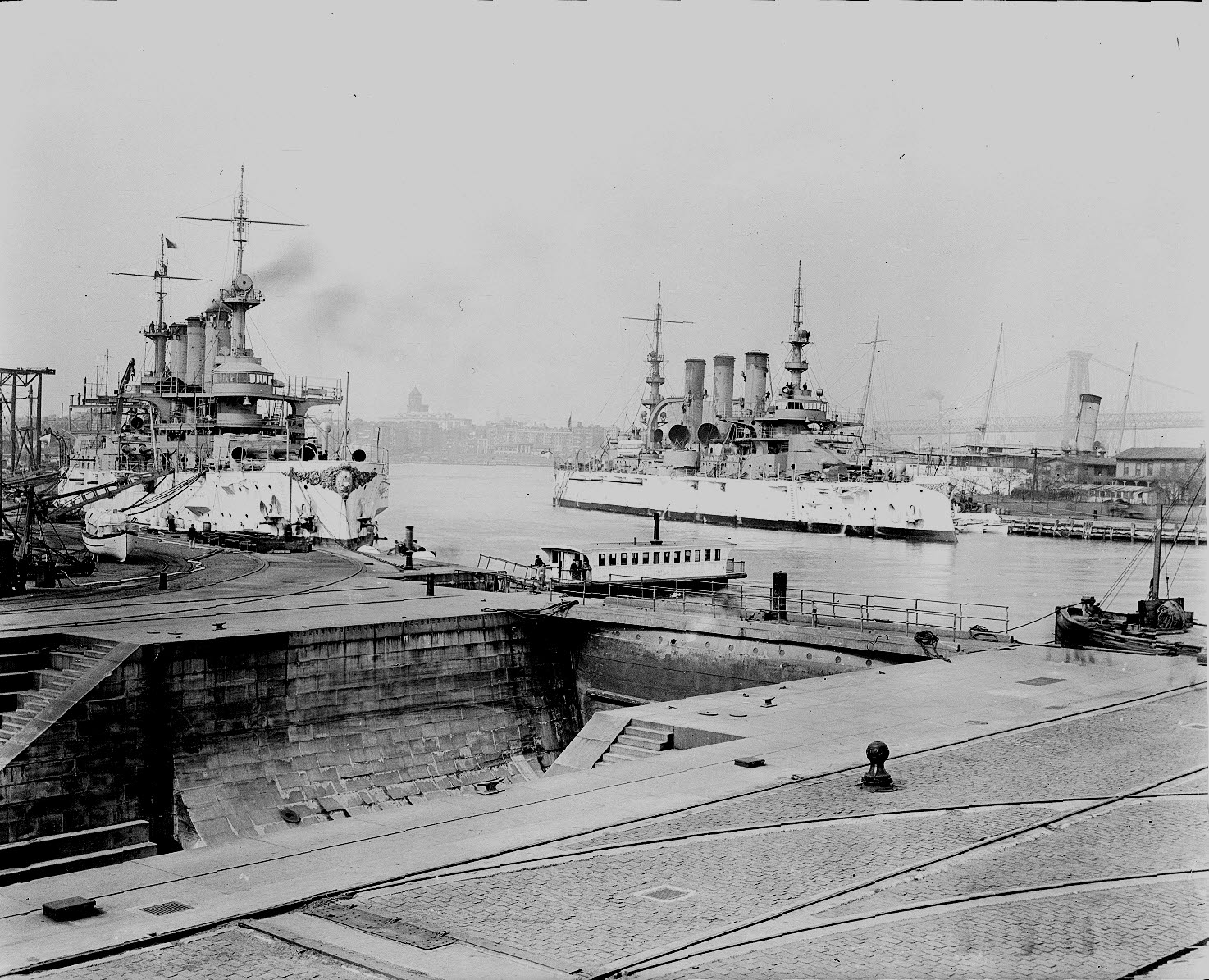
1909년, USS 코네티컷과 USS 네브래스카